# Wsewolod Wjatscheslawowitsch Iwanow
Wsewolod Wjatscheslawowitsch Iwanow (russisch Все́волод Вячесла́вович Ива́нов; * 12. Februarjul. / 24. Februar 1895greg. in Lebjaschje, Oblast Semipalatinsk, Russisches Kaiserreich, heute Aqquly, Gebiet Pawlodar, Kasachstan; † 15. August 1963 in Moskau) war ein sowjetischer Schriftsteller.

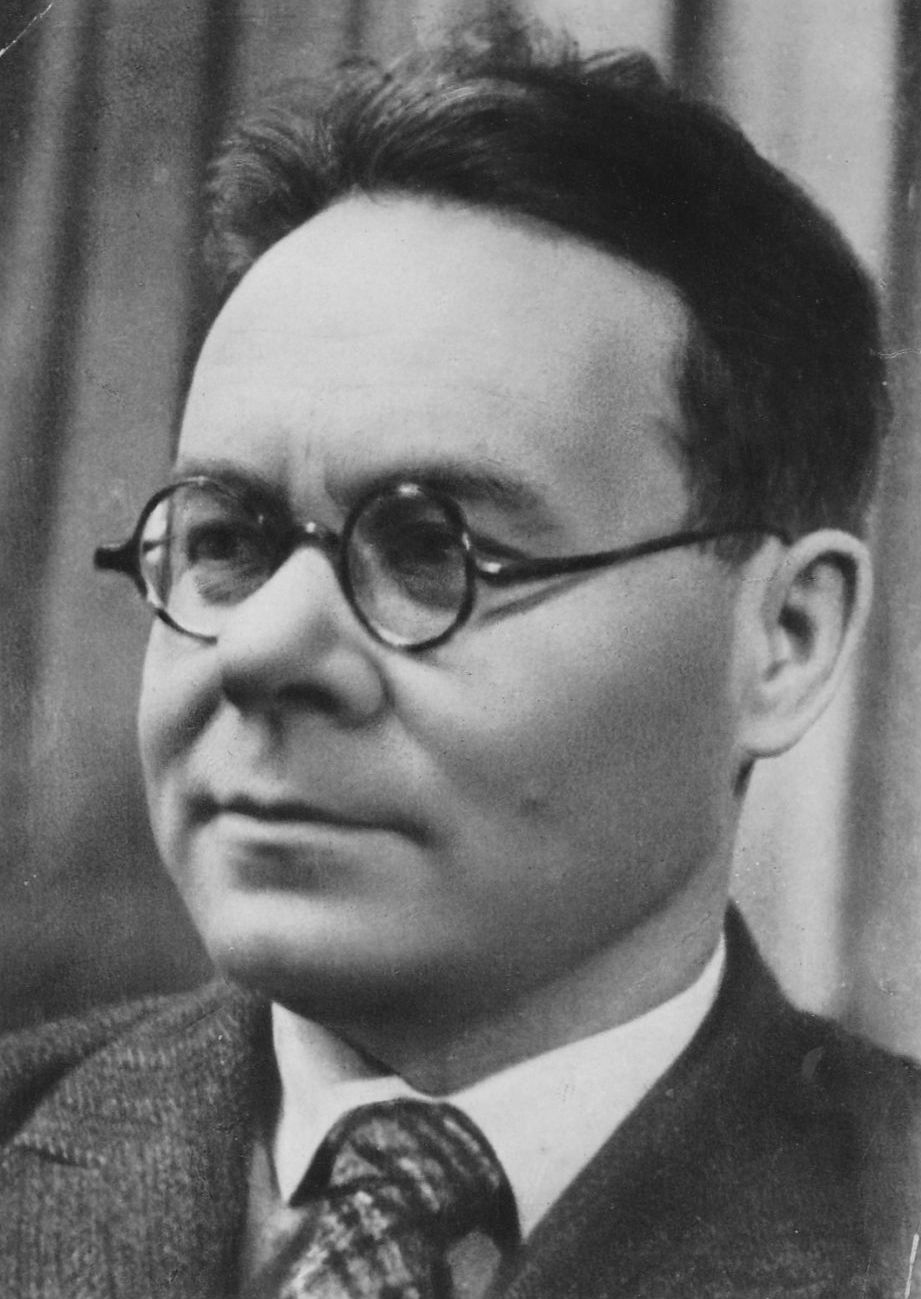
Wsewolod W. Iwanow

## Leben
Der Sohn einer Lehrerfamilie war zuerst Matrose, ging dann als Clown und Schwertschlucker zum Zirkus und arbeitete anschließend in einer Druckerei. Am russischen Bürgerkrieg nahm er auf Seiten der Roten Armee in Sibirien teil. Seinen ersten Band Рогульки (1919) druckte er selbst in Omsk. 1920 kam er nach Petrograd, wo er die literarische Gruppe der Serapionsbrüder mitbegründete; Maxim Gorki übte in diesen Jahren einen großen Einfluss auf ihn aus. In den Erzählungen Partisanen (Партизаны, 1921) und Panzerzug 14-69 (Бронепоезд 14-69, 1922) schuf er eindrucksvolle Bilder vom Kampf der sibirischen Partisanen. Das nach der zuletzt genannten Erzählung geschriebene Drama, 1927 vom Moskauer Künstlertheater uraufgeführt, gehört zu den klassischen Bürgerkriegsdramen der Sowjetliteratur.
Den Roman Alexander Parchomenko (Пархоменко, 1939) widmete er einem bekannten Kommandeur der Roten Armee, der im Kampf gegen die Weißen fiel. Während des „Großen Vaterländischen Krieges“ trat Iwanow mit Aufsätzen und Kriegserzählungen hervor. 1947 erschien seine Schrift Begegnungen mit Maxim Gorki (Встречи с Максимом Горьким). Er überarbeitete den autobiographischen Roman Die Abenteuer eines Fakirs (Похождения факира, 1934; deutsch 1935) und setzte ihn mit der Schrift Wir fahren nach Indien (Мы идем в Индию) (1960) fort. Posthum wurden aus seinem Nachlass die Romane Der Vulkan (Вулкан) und Das Heiligtum von Edessa (Эдесская святыня), die Erzählungen Sisyphus, Sohn des Äolus (Сизиф, сын Эола), Ahasver (Агасфер), Aladins Lampe (Медная лампа) u. a. veröffentlicht.
Iwanow ist Vater des Linguisten Wjatscheslaw Wsewolodowitsch Iwanow (1929–2017).

## Werke (Auswahl)
- U. Roman. Berlin: Friedenauer Presse 2021, ISBN 978-3-75180-610-7
- Der Kampf um den Kreml, Berlin, Weimar: Aufbau-Verlag 1989, ISBN 978-3-351-01398-1
- Die Rückkehr des Buddha : Erzählungen, Nördlingen: Greno 1989, ISBN 978-3-89190-249-3, Reihe Die Andere Bibliothek
- Farbige Winde : Erzählungen, Berlin, Weimar : Aufbau-Verlag 1981
- Panzerzug 14 - 69, Frankfurt a. M.: Suhrkamp 1970, Reihe Bibliothek Suhrkamp